# Liste der Bodendenkmale in Reichenwalde
Die Liste der Bodendenkmale in Reichenwalde enthält alle Bodendenkmale der brandenburgischen Gemeinde Reichenwalde und ihrer Ortsteile auf der Grundlage der Landesdenkmalliste vom 31. Dezember 2020.
Die Baudenkmale sind in der Liste der Baudenkmale in Reichenwalde aufgeführt.
| Gemarkung                 | Flur       | Kurzansprache                                                             | Bodendenkmalnummer | Bemerkung | Bild |
| ------------------------- | ---------- | ------------------------------------------------------------------------- | ------------------ | --------- | ---- |
| Dahmsdorf (Lage)          | 1, 3       | Dorfkern Neuzeit, Dorfkern deutsches Mittelalter                          | 90556              |           |      |
| Dahmsdorf (Lage)          | 3          | Rast- und Werkplatz Mesolithikum                                          | 90560              |           |      |
| Dahmsdorf, Storkow (Lage) | 4, 11      | Siedlung Eisenzeit, Rast- und Werkplatz Mesolithikum, Siedlung Bronzezeit | 90561              |           |      |
| Kolpin (Lage)             | 2          | Gräberfeld Neolithikum                                                    | 90503              |           |      |
| Kolpin (Lage)             | 1          | Dorfkern deutsches Mittelalter, Dorfkern Neuzeit                          | 90505              |           |      |
| Reichenwalde (Lage)       | 1, 3, 4, 5 | Dorfkern Neuzeit, Dorfkern deutsches Mittelalter                          | 90623              |           |      |